# 盛漁港

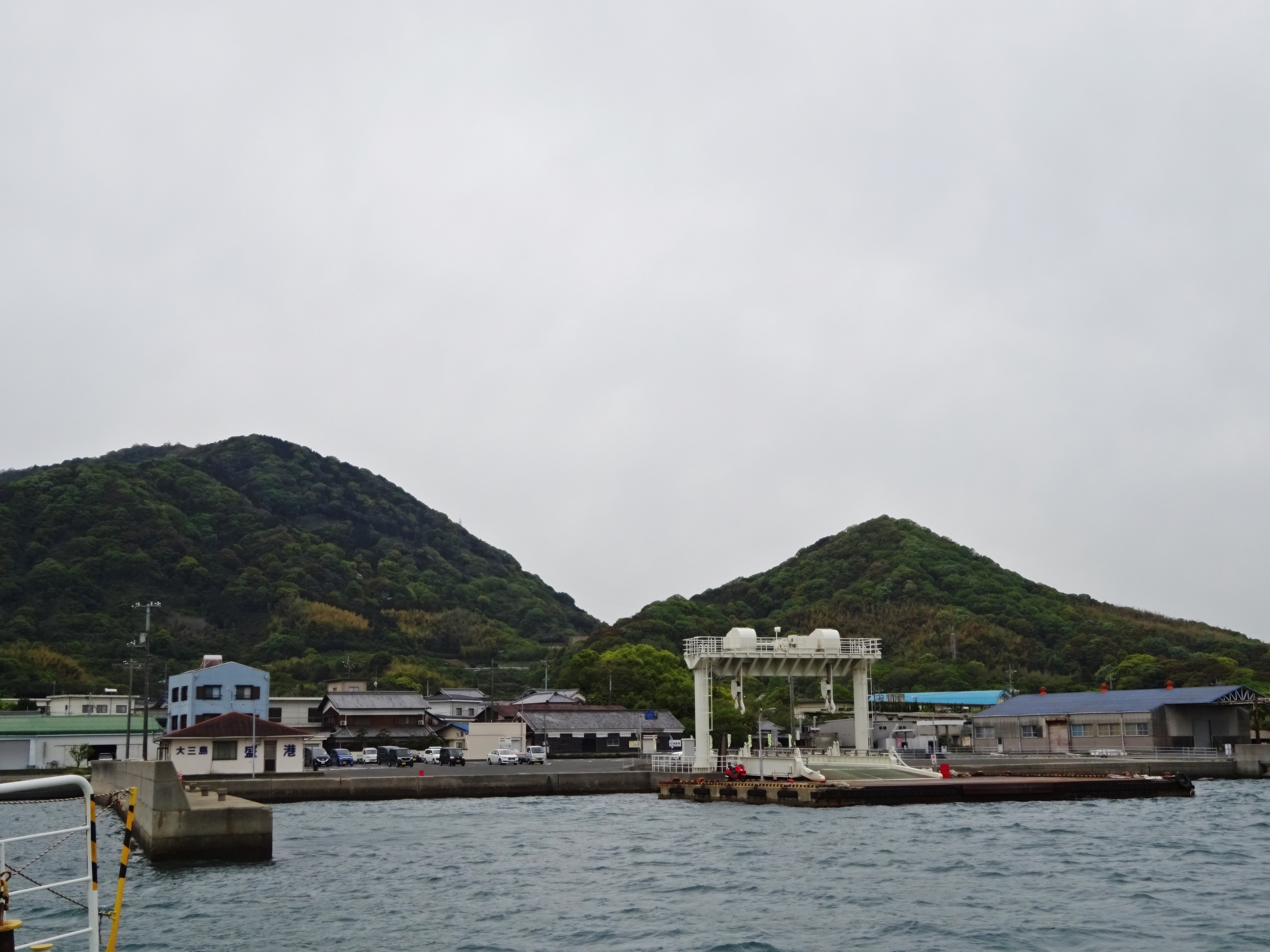
盛漁港を海上から俯瞰

盛漁港（さかりぎょこう）は、愛媛県今治市上浦町盛にある漁港。管理者は今治市。

## 概要
大三島フェリーが運航する、竹原市の大久野島経由で忠海港に行く便と忠海港へ直行するカーフェリーが発着する。フェリーの案内では盛港と表記される。

## 航路
- 大三島フェリー（カーフェリー）
  - 盛港 - 大久野島 - 忠海港 ※一部の便は「大久野島」に寄港しない。